# Barbara Farris
Barbara Janine Farris (New Orleans, 10 settembre 1976) è un'ex cestista e allenatrice di pallacanestro statunitense, professionista nella ABL e nella WNBA.

## Carriera
Dal maggio del 2020 è entrata a far parte dello staff tecnico della Stetson University.

## Palmarès
- Campionessa WNBA (2003)